# Iglesia de la Matriz
La iglesia de La Matriz del Salvador del Mundo, más conocida sencillamente como iglesia de La Matriz, es un templo religioso de culto católico ubicado en el corazón del Barrio Puerto de la ciudad chilena de Valparaíso. Es la sede de la parroquia más antigua de la ciudad, y se trata de la cuarta versión del templo construida a los pies del Cerro Santo Domingo, por iniciativa del sacerdote José Antonio Riobó entre 1837 y 1842.
Su edificación fue declarada Monumento Nacional de Chile en 1971, mientras que su entorno fue declarado Zona Típica ese mismo año, ampliándose sus límites más tarde en 2001.

## Historia
La historia de las distintas versiones de la iglesia es agitada, al haber sido afectadas por diversos terremotos y ataques de corsarios. A lo largo de todo el Chile colonial (1598–1810), se instalaron allí diversas órdenes religiosas católicas, como los Agustinos (1627), Franciscanos (1664),
Jesuitas (1736) y Domínicos (1767), estos últimos haciéndose cargo del templo tras la expulsión de los anteriores.

### Primera capilla (1559-1578)
En 1559, se construyó en la ubicación actual de la Iglesia La Matriz una modesta capilla de paja y barro, alrededor de la cual se comenzaron a establecer los primeros habitantes de la Bahía de Valparaíso, de forma precaria y espontánea, sin un plan urbano preestablecido. Debido a su cercanía al mar—hasta mediados del siglo XIX, previo al relleno del Plan de Valparaíso, este sector estaba a una cuadra de la costa— la ciudad comenzó a poblarse densamente alrededor de la iglesia y en paralelo fue subiendo hacia el cerro Cordillera.
La capilla se usaba para la atención de los pobladores del pequeño caserío de Valparaíso y para los tripulantes de las naves que arribaban al lugar, con devoción a la advocación mariana de Nuestra Señora de las Mercedes.
En 1578 fue saqueada y quemada por el corsario y vicealmirante Inglés Francis Drake, quien se llevó vinajeras y un cáliz de plata.

### Parroquia (1620-1730)

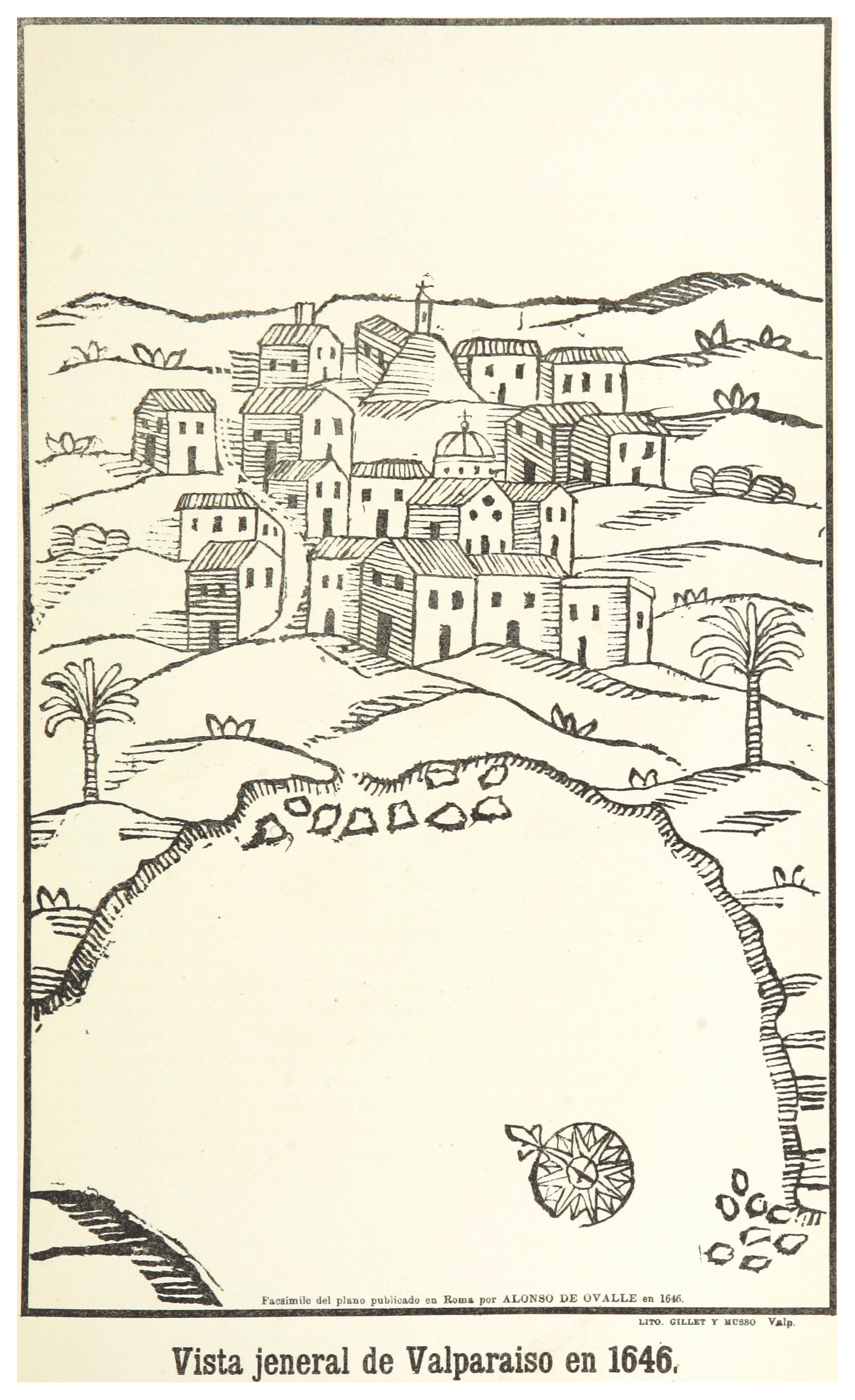
Imagen del libro Historia de Valparaíso de Benjamín Vicuña Mackenna. Valparaíso en 1646, con su parroquia en el centro.

En 1620 se construyó la parroquia dedicada a Nuestra Señora de las Mercedes de Puerto Claro cuya imagen figura en el escudo de la ciudad.[cita requerida]
La construcción quedó dañada por el tsunami ocasionado tras el terremoto de Valparaíso de 1730.

### Tercer templo (hasta 1822)

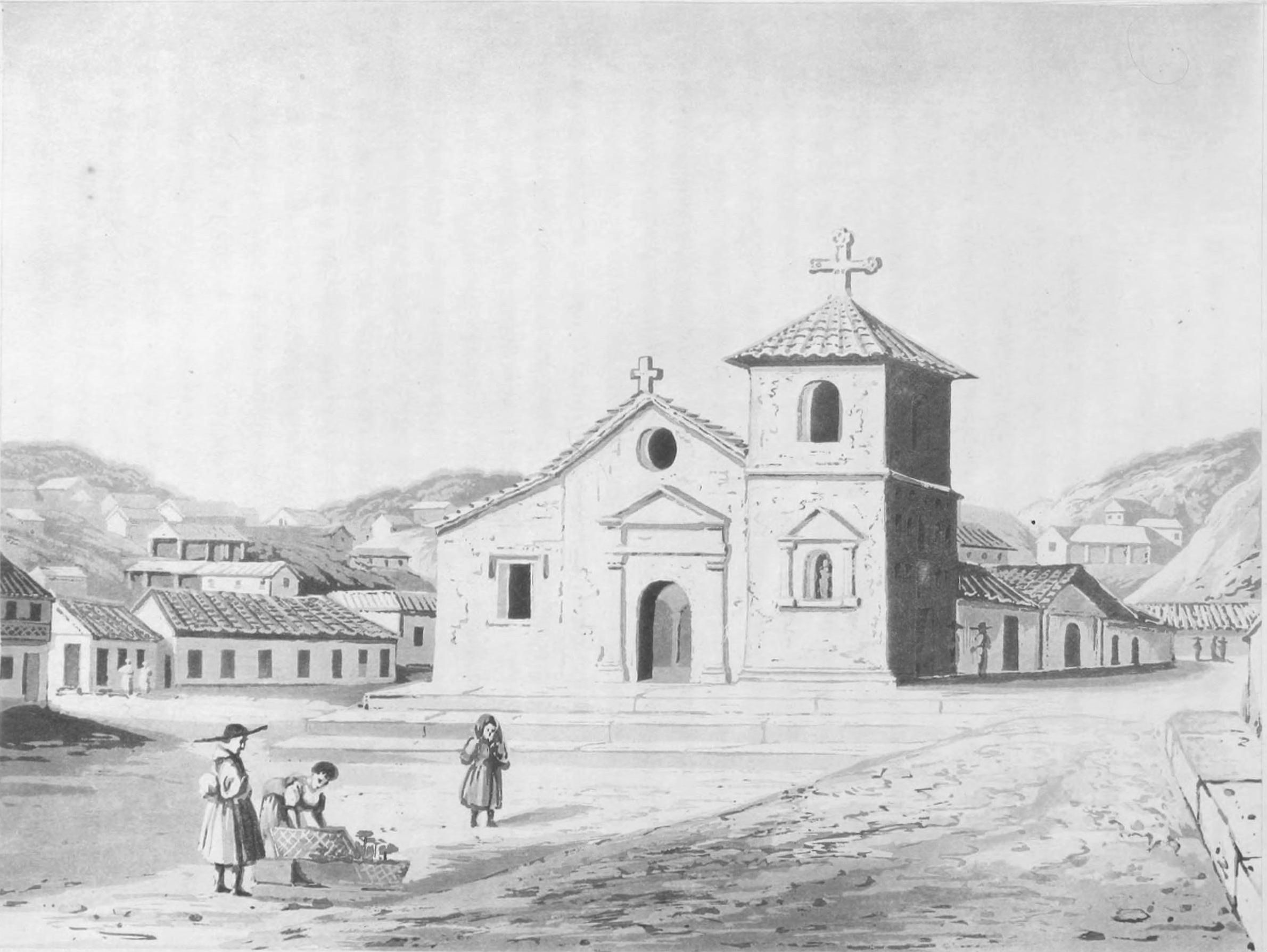
Grabado de de Maria Graham de la versión anterior de la iglesia en 1822. La autora fue sorprendida por el terremoto del 19 de noviembre de ese año en el cercano pueblo costero de Quintero.

El tercer templo resultó muy deteriorado por los terremotos de Copiapó de 1822, tras lo cual se debió edificar la versión actual.[cita requerida]
Los vitrales representan la Llegada de Cristo a Valparaíso, Fiesta de San Pedro, San Francisco como Santo de la Ecología y Jesucristo bajando una escalera de Valparaíso.[cita requerida]

### Construcción de la versión actual
El templo actual es el cuarto de los levantados en el mismo lugar. Se comenzó a construir por iniciativa del sacerdote José Antonio Riobó en 1837. El 6 de junio de ese mismo año, luego de la batalla de Cerro Barón, el cuerpo del exministro del interior y de relaciones exteriores, Diego Portales, asesinado por orden del capitán Santiago Florín, fue llevado a esta iglesia, donde le sacaron el corazón para guardarlo, siguiendo la antigua práctica indígena utilizada para valorar a personas que consideraban importantes. Tras mucho deambular, su cuerpo finalmente acabaría en Santiago, y su corazón en la actual Catedral de Valparaíso.
La nueva edificación fue finalmente inaugurada en 1842.
En 1868, ante la indefinición de la imagen tutelar de la Iglesia, se realizó una votación popular para su elección, la cual recayó sobre el Salvador del Mundo, como patrono de la ciudad.

### SigloXXIy actualidad
Para inicios del siglo XXI, tanto la iglesia como sus alrededores se encontraban notablemente deteriorados. Con el terremoto del 9 de febrero de 2010, la iglesia sufrió nuevos daños. El muro frontal se separó del resto de la edificación, y la torre quedó agrietada. En octubre del mismo año, al Consejo de Monumentos Nacionales se le asignaron $99.4 millones de pesos desde el Fondo de la Reconstrucción del Patrimonio Material para ejecutar un proyecto de restauración de la obra, que se sumaron a los $70 millones destinados al Fondo de Recuperación y Desarrollo Urbano de Valparaíso (BID-Sudere) y $35 millones del Fondo de Asistencia Internacional de la Unesco. El proyecto de restauración concluyó a fines de 2013, con reparaciones de los muros, fachada principal, torre campanario, techumbre y cubierta, además de sus puertas, instalaciones eléctricas y pintura. También se hicieron trabajos de control de plagas de termitas que afectaban sus maderas. La obra alcanzó una inversión de $230 millones de pesos, financiada por el Consejo Nacional de la Cultura y las Artes ($199 millones) y por el Gobierno Regional de Valparaíso ($30 millones).

## Emplazamiento
La iglesia se sitúa a los pies del Cerro Santo Domingo de Valparaíso, entre las calles Santo Domingo, Santiago Severín, Matriz y Almirante Riveros, en medio de un entorno conformado por calles adoquinadas y casas de fines del siglo XIX, algunas de las cuales aún conservan sus balcones volados, de evidente herencia colonial. Los alrededores de la iglesia fueron declarados Monumento Nacional de Chile en la categoría de Zona Típica en 1971, extendiéndose sus límites de cuidado patrimonial en 2001.
Este sector ha sido considerado como el «corazón del puerto», debido a ser el lugar en que la ciudad se comenzó a desarrollar durante la segunda mitad del siglo XVI, y a su ubicación en medio del Barrio Puerto, cuya actividad portuaria hasta antes del relleno del Plan de Valparaíso, a mediados del siglo XIX, llegaba hasta la actual calle Serrano—antiguamente llamada La Planchada— a solo una cuadra de la iglesia.
En 1827 se instaló en la subida de la iglesia la primera imprenta de El Mercurio de Valparaíso. Durante toda la segunda mitad del siglo XIX, el sector fue protagonista del auge económico, urbanístico y cosmopolita que experimentó la ciudad durante esa época, lo que ha quedado de manifiesto en algunos nombres de sus calles que se conservan hasta hoy—como la calle Clave, llamada así por un vecino del siglo XIX que tenía un instrumento de teclas— así como por las viviendas de los alrededores, donde residieron familias pudientes hasta inicios del siglo XX. El barrio también fue conocido por su bohemia, característica que mantiene hasta hoy.
Tras el devastador terremoto de 1906, el sector quedó destruido y comenzó a declinar. En la actualidad uno de los sectores más deteriorados y abandonados de la ciudad. Producto de los problemas sociales que afectan al barrio, en este sector se han instalado diversas instituciones asistenciales, destacándose la labor de la iglesia en la asistencia a adultos mayores.

## Arquitectura

### Exterior

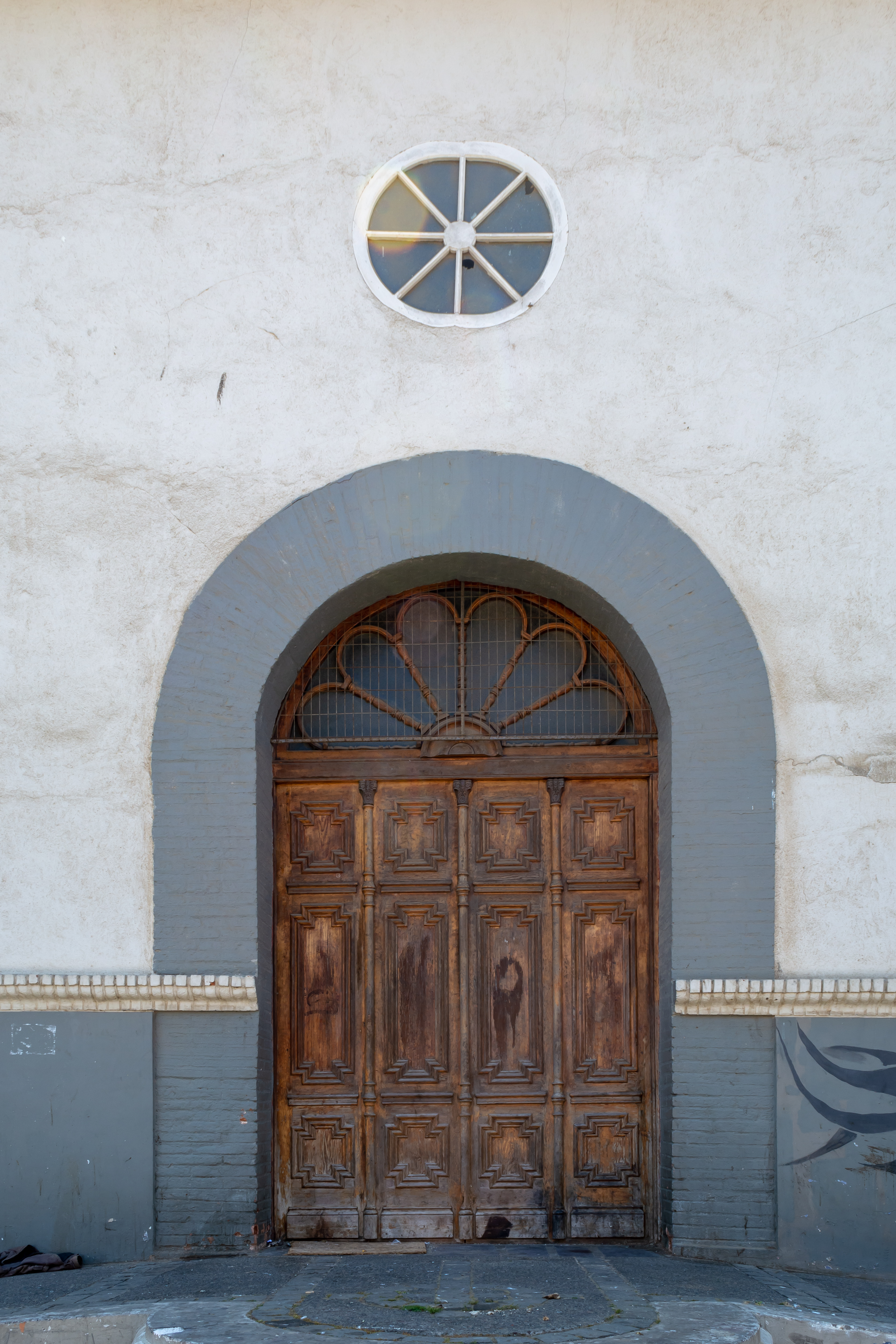
Puerta de acceso por el costado de la calle Matriz, en 2020. Hay un acceso análogo del costado opuesto, por calle Santo Domingo

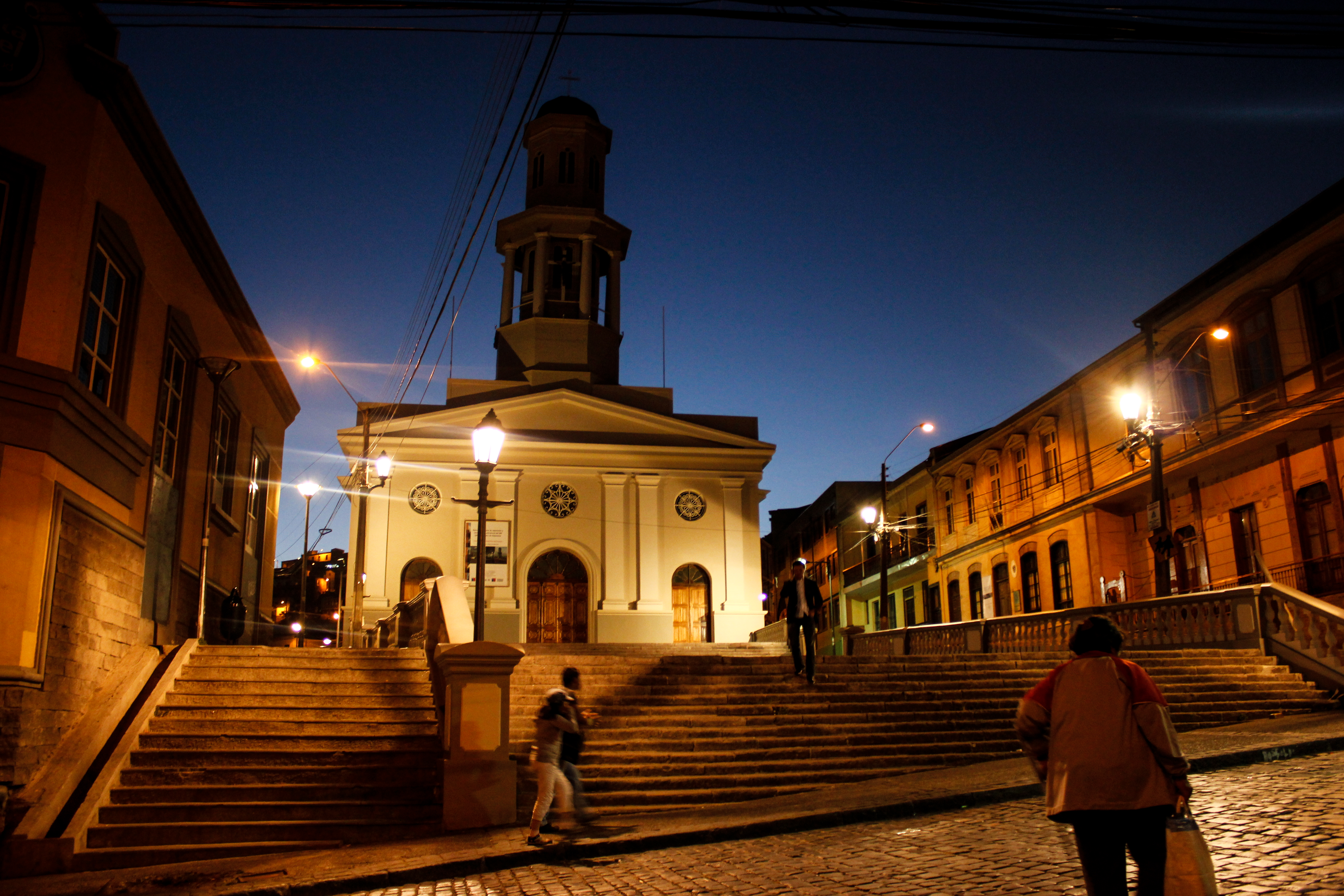
Acceso a la Plaza La Matriz durante la noche, en 2012

El diseño de esta iglesia combina el estilo neoclásico con la arquitectura criolla del siglo XVII. Fue construida en planta basilical, con gruesos muros de adobe y una techumbre a dos aguas de madera cubierta de tejas de arcilla.
La iglesia es antecedida por la Plaza La Matriz, un amplio espacio rectangular levemente irregular y de pendiente suave, embaldosado con piedra pizarra, al que se accede desde la calle Almirante Riveros a través de unas escaleras. En esta plaza se realizan diversas actividades culturales, sociales y religiosas. Funciona como atrio del templo, y es el lugar donde culmina la procesión del vía crucis durante las celebraciones de Semana Santa.
Su fachada es precedida por una escalera de acceso de ocho peldaños que la cubre en todo su ancho. Posee tres vanos de acceso desde su frontis, con arcos de medio punto separados por pilastras. Arriba de cada vano hay un óculo, y las tres pilastras están coronadas por un frontón triangular, sobre el cual se alza una torre octogonal de dos cuerpos construida en madera. Al menos hasta los años 1960, en su óculo central había una estatua de Cristo con los brazos alzados, y en medio del frontón figuraba su monograma «JHS», con la cruz cristiana sobre la letra «H».

### Interior

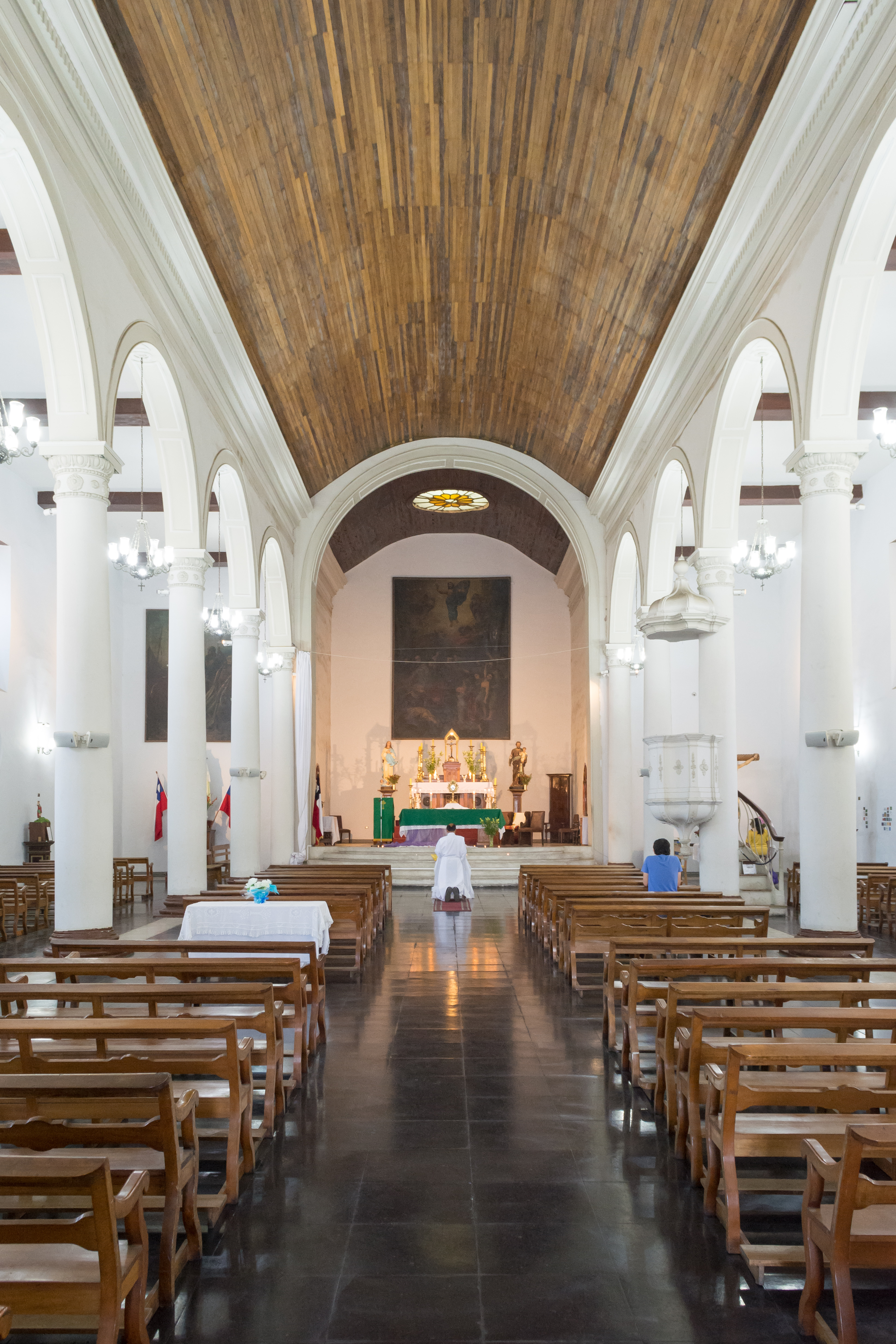
Interior de la iglesia en 2020

En su estilo se distinguen claramente dos influencias: una clasicista que se expresa en el frontis y en la torre, y la otra de tipo criolla del siglo XVIII, representada por sus grandes y gruesos muros de adobe y el techo a dos aguas cubierto de tejas de arcilla.[cita requerida]
En su interior también se ubica una figura del Cristo crucificado, que se estima llegó a Valparaíso desde Europa en 1594, donada por el rey Felipe II de España. La pieza, originalmente destinada para la Catedral de Santiago, se cree que se envió a esta iglesia para suplir los saqueos efectuados por el pirata inglés Francis Drake. Tras los terremotos de 1822, Bernardo O'Higgins instruyó que esta imagen saliera en procesión por las calles. Una importante restauración de la pieza se realizó en 2011.
De esta iglesia se conservan también archivos parroquiales que datan del siglo XVII.